# Eragrostis boivinii
Eragrostis boivinii är en gräsart som beskrevs av Ernst Gottlieb von Steudel. Eragrostis boivinii ingår i släktet kärleksgrässläktet, och familjen gräs.
Artens utbredningsområde är Madagaskar. Inga underarter finns listade i Catalogue of Life.